# Pancé
Pancé (bret. Pantieg) – miejscowość i gmina we Francji, w regionie Bretania, w departamencie Ille-et-Vilaine.
Według danych na rok 1990 gminę zamieszkiwały 794 osoby, a gęstość zaludnienia wynosiła 41 osób/km² (wśród 1269 gmin Bretanii Pancé plasuje się na 669. miejscu pod względem liczby ludności, natomiast pod względem powierzchni na miejscu 515.).